# جاي نيكسون
جاي نيكسون (بالإنجليزية: Jay Nixon) هو سياسي أمريكي، وحاكم ولاية ميسوري منذ 12 يناير - كانون الثاني من سنة 2009. ولد ولد جرميا ويلسون المعروف بجاي نيكسون في 13 فبراير - شباط من سنة 1956 في ولاية ميسوري الأمريكية. درس نيكسون القانون، والسياسية من جامعة ولاية ميسوري. شغل جاي نيكسون منصب مدعي عام ولاية ميسوري ما بين عامي 1993 إلى عام 2009.